# Tâm lý học chiều sâu

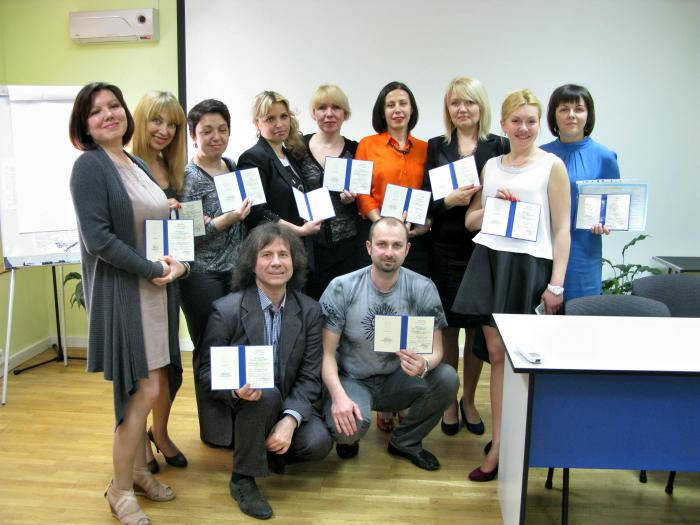
Một khoá học về tâm lý học chiều sâu ở Nga năm 2014

Tâm lý học chiều sâu (Depth psychology/Tiefenpsychologie) đề cập đến việc thực hành và nghiên cứu khoa học về vô thức, bao gồm cả phân tâm học và tâm lý học. Nó cũng được định nghĩa là lý thuyết tâm lý khám phá mối quan hệ giữa ý thức và vô thức, cũng như các mô hình và động lực của động cơ và tâm trí. Các lý thuyết của Sigmund Freud, Carl Gustav Jung và Alfred Adler đều được coi là nền tảng của tâm lý học chiều sâu. Đây là một nhánh của tâm lý học chuyên nghiên cứu về các khía cạnh sâu xa của tâm trí con người, đặc biệt là phần vô thức, môn tâm lý học này khám phá mối quan hệ giữa ý thức và vô thức, cũng như các mô hình và động lực của động cơ và tâm trí. Các trường phái nổi bật trong tâm lý học chiều sâu bao gồm Phân tâm học (Psychoanalysis) của Sigmund Freud và Tâm lý học phân tích (Analytical Psychology) của Carl Jung. Tâm lý học chiều sâu cho rằng hành vi, kinh nghiệm và nhận thức của con người phần lớn được định hình bởi các xung năng bẩm sinh, phi lý và mang tính vô thức.

## Đại cương

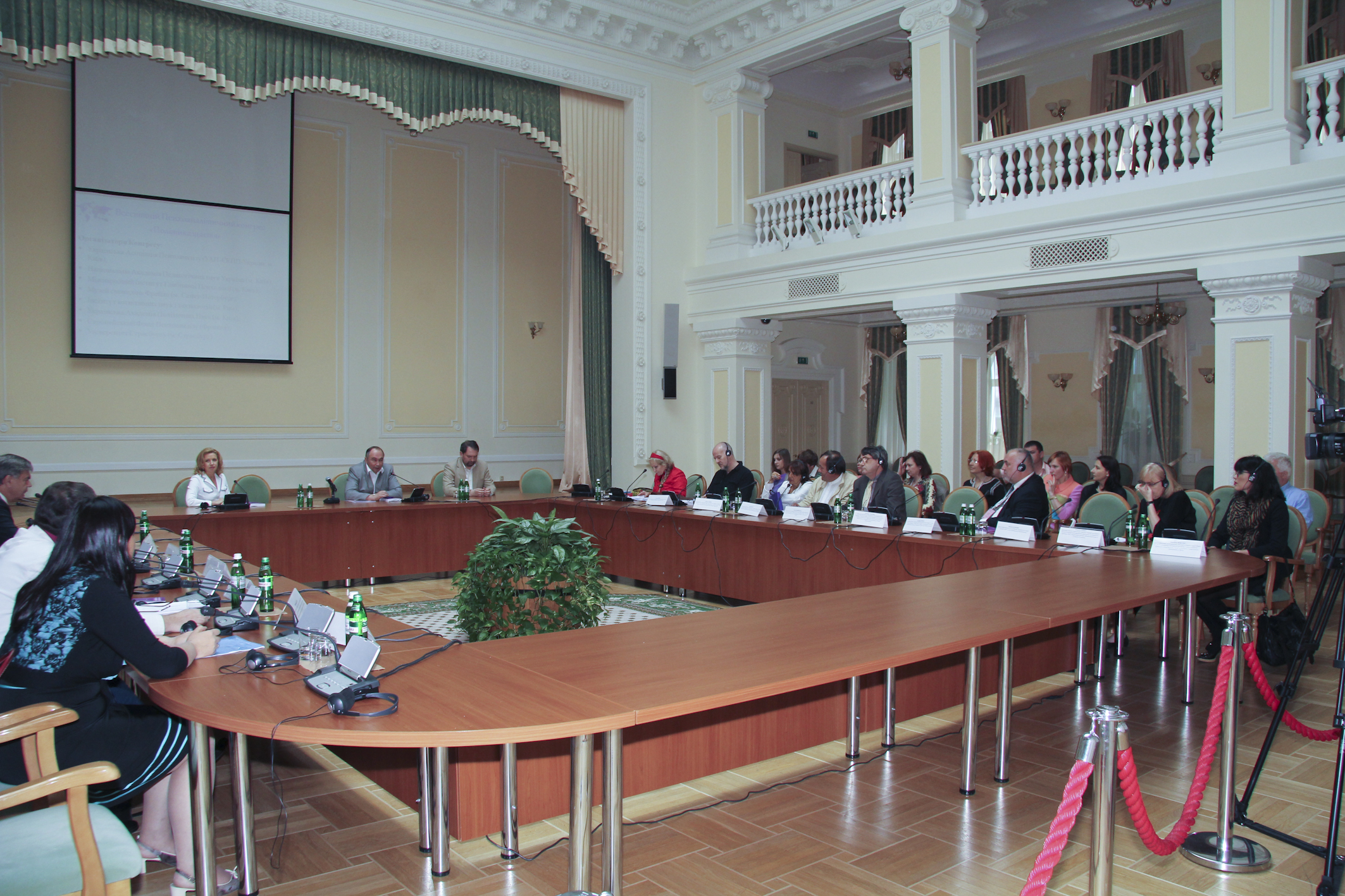
Hội thảo về đề tài tâm lý học chiều sâu năm 2012

Thuật ngữ "tâm lý học chiều sâu" được Eugen Bleuler đặt ra và đề cập đến các phương pháp phân tâm học để chẩn đoán, điều trị và nghiên cứu có tính đến tâm trí vô thức (vô thức). Thuật ngữ này đã nhanh chóng được chấp nhận vào năm đề xuất (1914) của Sigmund Freud, để bao hàm quan điểm địa hình về tâm trí theo các hệ thống tâm lý khác nhau. Sigmund Freud được coi là người đã cách mạng hóa lĩnh vực này, mà trong những năm cuối đời ông coi là tác phẩm quan trọng nhất của mình. Từ những năm 1970, tâm lý học chiều sâu đã đề cập đến sự phát triển liên tục của các lý thuyết và liệu pháp do Pierre Janet, William James, và Carl Jung, cũng như Freud là người tiên phong. Tất cả đều khám phá mối quan hệ giữa ý thức và vô thức (do đó bao gồm cả phân tâm học và tâm lý học trường phái Jung). 
Tâm lý học chiều sâu cho rằng quá trình tâm lý một phần là có ý thức, một phần là vô thức và một phần là bán ý thức. Trên thực tế, tâm lý học chiều sâu tìm cách khám phá những động cơ tiềm ẩn như một cách tiếp cận các rối loạn tâm thần khác nhau. Các nhà tâm lý học chiều sâu tin rằng việc khám phá những động cơ sâu xa hơn, thường là vô thức, tự thân nó đã là một phương pháp chữa lành. Nó tìm kiếm kiến thức về những tầng sâu thẳm bên dưới các quá trình hành vi và quá trình nhận thức khác nhau. Ngoài ra còn góc nhìn của Arthur Schopenhauer về ý chí sinh tồn (Der Wille zum Leben) như một lực lượng vô thức, mù quáng, phi lý trí đóng vai trò như một mệnh lệnh vô hình thúc đẩy các hành vi bản năng của con người. Trong thời hiện đại, các công trình, sự phát triển, lý thuyết và liệu pháp tâm lý ban đầu của Sigmund Freud, Carl Jung, Alfred Adler và Otto Rank đã phát triển thành ba quan điểm chính về tâm lý học chiều sâu, gồm:
- Phân tâm học: Melanie Klein và Donald Winnicott (cùng những người khác) với trọng tâm là lý thuyết quan hệ đối tượng, chủ nghĩa Tân Freud
- Alfred Adler: Tâm lý học cá nhân của Adler
- Carl Jung: Tâm lý học phân tích của Carl Jung, James Hillman (tâm lý học nguyên mẫu của James Hillman) với tâm lý học nguyên mẫu, Tiến sĩ Stephen Aizenstat[8].

Tâm lý học Adler được coi là tâm lý học chiều sâu vì mục đích của nó là khám phá những hiện tượng vô thức bị che giấu. Đây là một trong những khuôn khổ đầu tiên tiếp cận cá nhân như một thực thể xã hội cơ bản, một thực thể cần được đặt trong bối cảnh văn hóa xã hội để có thể hiểu được. Phương pháp phân tâm học của Adler bao gồm một bộ công cụ cho phép một cá nhân vượt qua lối sống vị kỷ. Ví dụ, nó loại bỏ lối sống cốt lõi và mục tiêu cuối cùng hư cấu của bệnh nhân thông qua phương pháp Socrates, trái ngược với phương pháp tư vấn. Nhiều học giả tin rằng đóng góp quan trọng nhất của Carl Jung cho tâm lý học chiều sâu là khái niệm của ông về "vô thức tập thể". Trong khi Freud trích dẫn khái niệm về các lực lượng vô thức bị giới hạn trong những trải nghiệm cá nhân bị kìm nén hoặc bị lãng quên (vô thức cá nhân), thì Carl Jung nhấn mạnh đến những phẩm chất mà một cá nhân chia sẻ với những người khác, điều này được chứng minh qua quan niệm của ông rằng tất cả tâm trí, tất cả sự sống, cuối cùng đều được "nhúng" vào một loại hình huyền thoại nào đó dưới dạng chủ đề hoặc hình mẫu, gọi là các nguyên mẫu. 
Việc tạo ra huyền thoại hay hình ảnh huyền thoại này nằm ở sâu thẳm vô thức, nơi tâm trí của một cá nhân mở rộng và hòa nhập vào tâm trí của nhân loại. Cũng có trường hợp các nguyên mẫu Jung. Theo Carl Jung, nguyên mẫu là những yếu tố nguyên thủy của vô thức tập thể. Chúng tạo nên bối cảnh bất biến mà từ đó nội dung của những thay đổi tuần hoàn và liên tiếp có được ý nghĩa. Thời lượng là bí mật của hành động. Ông cũng khẳng định rằng tâm lý tự phát tạo ra các biểu tượng hoặc chủ đề thần thoại-tôn giáo, và do đó mang bản chất tâm linh hoặc siêu hình, cũng như bản năng. Điều này hàm ý rằng việc lựa chọn trở thành một người tâm linh có thể nằm ngoài phạm vi cá nhân, liệu chúng ta có áp dụng nó hay không và áp dụng như thế nào, kể cả đối với những khát vọng phi tâm linh. Một quan điểm khác của Carl Jung trong tâm lý học chuyên sâu liên quan đến niềm tin của ông rằng vô thức chứa đựng những trải nghiệm bị kìm nén và các vấn đề cá nhân khác ở các tầng "trên" của nó, và các lực lượng "siêu cá nhân" (ví dụ: tập thể, phi-cái tôi, nguyên mẫu) ở tầng sâu của nó. Bán ý thức chứa đựng hoặc là một mô hình tính cách có ý thức, bao gồm mọi thứ trong một phổ từ sự phù phiếm cá nhân đến tính cách nơi làm việc. 